# Lasioglossum diminutellum
Lasioglossum diminutellum är en biart som först beskrevs av Cockerell 1937.  Lasioglossum diminutellum ingår i släktet smalbin, och familjen vägbin. Inga underarter finns listade i Catalogue of Life.